# Maurício Rua

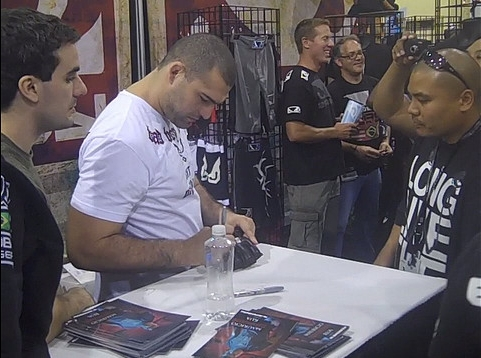

Mauricio Milani Rua, (Curitiba, 25 de novembro de 1981), mais conhecido como Shogun Rua, é ex-lutador profissional brasileiro de MMA. Rua foi campeão mundial Peso-Médio pelo PRIDE, e campeão mundial Peso-Meio Pesado pelo UFC. Durante sua carreira, Shogun acumulou notáveis vitórias contra muitos nomes consagrados do MMA mundial, como Evangelista "Cyborg" dos Santos, Quinton Jackson, Antônio Rogério Nogueira, o Minotouro, Alistair Overeem, Ricardo Arona, Mark Coleman, Kevin Randleman, Chuck Liddell, Lyoto Machida, Forrest Griffin, entre outros.

## Biografia
Natural de Curitiba Mauricio “SHOGUN“ Rua possui um irmão mais velho que também é lutador profissional de MMA, chamado Murilo Rua, o “Ninja“, e um irmão mais novo chamado Marco “Shaolin” Rua, que não compete a nível profissional. Os três irmãos treinavam juntos na academia Chute Boxe.
Shogun declarou, certa vez, que começou a treinar Muay Thai com quinze anos de idade e jiu-jítsu com dezessete. [carece de fontes?]. Conseguindo um cartel de Muay Thai de 10 – 0, Shogun também foi bem sucedido no jiu-jítsu em campeonatos nas faixas azul e roxa. [carece de fontes?] Começou a treinar artes marciais seguindo os passos de seu irmão mais velho Murilo Ninja. Shogun é prajiad preto de Muay Thai e faixa preta de jiu-jítsu, tendo recebido esta última das mãos do renomado lutador brasileiro nesta modalidade Nino Schembri.

### Primeiros passos no MMA
Mauricio "Shogun" Rua estreou no MMA aos vinte anos de idade, em 8 de Novembro de 2002, na sétima edição de um evento nacional de nome Meca World Vale-Tudo. Logo de início, conseguiu duas vitórias no primeiro round, tendo uma grande atuação em sua primeira luta ao vencer Rafael Capoeira com um chute alto. Na segunda luta, venceu Ângelo Antônio ao desferir muitos “tiros de meta”. Após estas duas primeiras vitórias alcançou o status de grande promessa da época da renomeada equipe Chute Boxe e recebeu fortes elogios do mestre de jiu-jítsu Carlson Gracie, que decretou: para mim, o irmão dele (Ninja) é um fenômeno![carece de fontes?]. Em sua última luta pelo Meca venceu o futuro integrante da equipe Chute Box Evangelista "Cyborg" dos Santos. A luta começou movimentada, com os dois atletas trocando duros golpes. Depois de levar desvantagem na troca de golpes em pé, Shogun conseguiu derrubar e finalizou a luta no ground and pound.

### Primeira vez nos Estados Unidos
Posteriormente, foi lutar nos Estados Unidos em um evento de nome IFC - International Fighting Championship's, num torneio chamado Global Domination, onde precisaria vencer duas lutas no mesmo dia para ser campeão. Na primeira luta, enfrentou Erik Wanderley e venceu por nocaute técnico. No mesmo dia, Shogun lutou a final do torneio contra o já muito experiente Renato Sobral, o Babalu, que já havia enfrentado nomes como Fedor Emelianenko, Dan Henderson e Chuck Liddell. Depois de uma luta muito “amarrada” no chão, Shogun conheceu sua primeira derrota em, quando, no terceiro round, Babalu encaixou uma guilhotina bastante justa em Shogun. O juiz interrompeu a luta sem que o Shogun tivesse batido. Apesar das reclamações da equipe Chute Box, Babalu ficou com a vitória e com o título. Mas o desempenho do novato Maurício “Shogun” Rua, de 22 anos, conseguiu impressionar e ele assinou contrato com o maior evento de MMA do mundo na época, o evento japonês de nome PRIDE Fighting Championships.

## PRIDE Fighting Championships

### PRIDE Bushido
Shogun fez sua estreia no Pride Bushido 1, em Outubro de 2003, evento promocional que visava a revelar talentos para o evento principal, o PRIDE Fighting Championships, maior evento de MMA do mundo na época. Em sua primeira luta, enfrentou o japonês Akira Soji, vencendo por nocaute técnico no primeiro round, após boa sequência de golpes que derrubou o japonês, seguido de um pisão no rosto que obrigou o juiz a interromper a luta. Sua segunda luta aconteceu no Pride Bushido 2, em Fevereiro de 2004, contra o japonês Akihiro Gono. Shogun desferiu boas combinações de socos e chutes e, faltando um minuto para acabar o primeiro round, aplicou um chute “tiro de meta” no rosto do japonês, vencendo por nocaute técnico. Sua terceira luta aconteceu no Pride Bushido 5, em Outubro de 2004. Este seria seu último desafio para se credenciar para o evento principal. Shogun enfrentou o japonês Yasuhito Namekawa, que foi dominado completamente pelo brasileiro, perdendo por nocaute técnico. Depois destas três boas apresentações, a organização do PRIDE resolveu que Shogun deveria ir para o evento principal.

### PRIDE 29
Em sua primeira luta no evento principal, Shogun enfrentou o Wrestler profissional Hiromitsu Kanehara, em Fevereiro de 2005. Shogun logo apresentou um forte ritmo de luta, e rapidamente derrubou o adversário com seus golpes, finalizando com tiros de meta. A apresentação de Shogun impressionou a organização do evento, que convidou o brasileiro a participar do Pride GP na categoria meio-pesado, evento que reunia os melhores da categoria, que iam se enfrentando em sistema de “mata-mata” desde oitavas-de-finais, quartas-de-finais, com as semifinais e a final realizadas no mesmo evento.

## Conquista do Cinturão do PRIDE Grand Prix 2005 - Categoria Meio-Pesado

### Oitavas-de-final / PRIDE Total Elimination 2005
O evento reunia os melhores da categoria, que iam se enfrentando em sistema de “mata-mata” desde oitavas-de-finais, quartas-de-finais, com as semifinais e a final realizadas no mesmo evento. Nas oitavas-de-final, ocorrida em Abril de 2005, Shogun iria enfrentar ninguém menos que o duríssimo e duas vezes vice-campeão do Pride GP Quinton Jackson, aproveitando para tentar vingar seu irmão, Murilo Rua, o Ninja, que havia sido derrotado em uma situação controversa pelo Rampage Jackson no PRIDE 29. Esta luta ficou marcada como uma das melhores atuações da carreira do Shogun, e uma das melhores atuações da história do evento na categoria, Mauricio Shogun deixou o mundo do MMA em alerta ao vencer Quinton "Rampage" Jackson com uma performance dominante.

### Quartas-de-final / PRIDE Critical Countdown 2005
Nas Quartas-de-final, ocorrida em Junho de 2005, Shogun enfrentou outra pedreira, o baiano Antônio Rogério Nogueira, o Minotouro, que chegou nas oitavas de final vencendo Dan Henderson. Minotouro era pertencente da equipe Brazilian Top Team grande rival da Chute Boxe na época, e esta foi à única luta do Shogun no torneio a ir para a decisão dos juízes numa luta extremamente emocionante e equilibrada. Na decisão por pontos, Mauricio Shogun venceu por decisão unânime e com esta vitória, o curitibano iria participar do evento onde aconteceriam as semifinais e a grande final no mesmo dia.

### Semi-final / PRIDE Final Conflict 2005
Na Semifinal, ocorrida Agosto de 2005, Shogun enfrentou o holandês Alistair Overeem. Nas oitavas-de-final, o holandês eliminou o fenômeno brasileiro Vitor Belfort, e nas quartas-de-final, o ucraniano Igor Vovchanchyn. A luta foi dura para Shogun, Overeem usou seu excelente Muay Thai e sua vantagem de envergadura. No entanto, Shogun conseguiu a montada e o ground and pound, obrigando o juiz a interromper a luta e declarar nocaute técnico no primeiro round. Shogun voltou para o vestiário para descansar, porque poucas horas depois ele iria lutar a grande final do torneio.

### Final / PRIDE Final Conflict 2005
Na grande final, ocorrida em Agosto de 2005, Shogun enfrentou mais um integrante da Brazilian Top Team, o praticante de Jiu-Jitsu Ricardo Arona, que havia derrotado o companheiro de treinos de Shogun Wanderlei Silva naquele mesmo dia. O Com exatos 2 minutos e 54 segundos do primeiro round, Maurício “Shogun” Rua derrotou Ricardo Arona, por nocaute, se tornando o grande campeão meio-pesado do Pride GP 2005 para a alegria de todo o corner da Chute Boxe, que invadiu o ringue para comemorar com o seu atleta.

### Continuação da Carreira no Pride
Maurício “Shogun” Rua lutaria de novo no Pride 31, em Fevereiro de 2006, contra o ex-campeão dos pesos pesados do UFC e do PRIDE, e futuro membro do hall da fama do UFC Mark Coleman, onde Shogun conheceria sua segunda derrota. Logo no início da luta, Colemam tentou derrubar Shogun com um Single Leg (técnica de queda), ao tentar escapar do golpe, Shogun deslocou o braço, decretando assim nocaute técnico a favor do americano.
Shogun voltou a lutar meses depois, em Setembro de 2006, contra o kickboxer francês Cyrille "The Snake" Diabate. No início da luta Shogun partiu para a trocação, e venceu graças a seus tiros de meta, encerrando a luta ainda no primeiro round.
No Pride 32, que ocorreu em Outubro de 2006, Shogun enfrentou o ex-campeão do UFC Kevin Randleman, companheiro de treinos de Mark Coleman. Nos primeiros segundos de luta, Randleman levou Shogun para o chão aplicando um Double Leg, Shogun aplicou uma chave de perna no americano, que acabou sendo finalizado aos 2 minutos e 35 segundos do primeiro round.
Em Dezembro de 2006, Shogun enfrentou o japonês Kazuhiro Nakamura, e pela segunda vez em sua carreira, a luta foi decidida por pontos com vitória do brasileiro.
Sua última luta pelo Pride, foi na revanche contra o perigoso holandês Alistair Overeem no Pride 33 em Fevereiro de 2007. A despedida de Shogun do envento japonês foi com um golpe espetuacular, quando Overeem estava no chão, Shogun levantou e arriscou dois socos voadores com o holandês ainda no chão ganhando por nocaute técnico antes dos quatro minutos do primeiro round.
Com o fim do ciclo de Shogun no Pride, ele foi ranqueado como número um do mundo na categoria meio-pesado pela Nokaut, Sherdog, e MMAWeekly.com.[carece de fontes?]

## UFC - Ultimate Fighting Championship

### UFC 76: Shogun vs. Griffin
Devido ao currículo que Shogun possuía, o presidente do UFC Dana White já tinha avisado que se o Shogun vencesse a luta de estreia, ele iria furar a fila e lutar pelo Cinturão. Ele enfrentou o vencedor do primeiro reality show The Ultimate Fighter Forrest Griffin no UFC 76, que aconteceu em Setembro de 2007. Shogun demonstrou sinais de cansaço, e acabou sendo finalizado com um mata-leão faltando 15 segundos para o final da luta.

#### Lesão e nova academia
Shogun teve o joelho operado após a luta e teve que ficar afastado por um ano e meio.
Shogun deixou a Chute Boxe em Janeiro de 2008, para abrir sua própria academia de nome Universidade da luta, conhecida como UDL, junto com seu irmão mais velho Murilo Rua, o Ninja, e Andre Amade, o Dida. A nova academia é na cidade natal de Shogun, Curitiba – BR.[carece de fontes?]

### UFC 93: Shogun vs. Coleman II
Shogun voltou a a lutar no UFC 93, que aconteceu em 17 de Janeiro de 2009, onde teria a chance de fazer uma revanche com o ex-campeão do PRIDE e do UFC, e integrante do Hall da fama do UFC Mark Coleman. Shogun conseguiu um belo nocaute no final do terceiro e último round. Apesar de todas as críticas devido ao seu condicionamento, a luta foi eleita como a melhor da noite, o que acrescentou em U$ 40.000,00 nas bolsas de ambos os lutadores.

### UFC 97: Shogun vs. Liddell
A próxima luta seria decisiva na carreira de Shogun, ele precisava da vitória e de uma boa performance para ter a chance de disputar o Cinturão, e o escolhido para enfrentá-lo foi ninguém menos que o ex-campeão dos meio-pesados do UFC Chuck Liddell no UFC 97, que aconteceu em Abril de 2009. Shogun voltou em grande forma e fez uma grande apresentação contra o perigoso striker americano, conseguindo vitória por nocaute técnico. Esta vitória o credenciou  a lutar pelo título do UFC contra o carateca Lyoto Machida.

### UFC 104: Machida vs. Shogun
A luta aconteceu no UFC 104, em Outubro de 2009. Lyoto Machida chegou a luta invicto sem nunca ter perdido um round no UFC. Após uma luta muito disputada, os três juízes marcaram 48 a 47 para Machida que permaneceu sendo o campeão.
Ao ser entrevistado, Shogun, decepcionado, disse que não concordou marcação dos juízes. A decisão controvérsa gerou dúvidas, inclusiva do presidente do UFC Dana White, Wanderlei Silva, Quinton Jackson, Frank Trigg, Jon Jones, Rashad Evans, Randy Couture, afirmaram que Shogun havia ganhado a luta.[carece de fontes?] Muitos sites desportivos também alegaram a vitória do Shogun.
Os companheiros de treinamento do Machida, Anderson Silva os irmãos Nogueira (Minotauro e Minotouro), o veterano de MMA Pedro Rizzo, e o ex-Campeão dos pesos médios do UFC Murilo Bustamante, acharam que o Lyoto realmente teria ganhado, alegando que o Shogun fez muito pouco para um lutador que queria ganhar o cinturão.[carece de fontes?]
No entanto, por conta da polêmica, uma revanche foi remarcada.

### UFC 113: Machida vs. Shogun 2 - A Revanche
A luta aconteceu no UFC 113, em Maio de 2010. Durante a preparação para a luta, Shogun teve que operar de uma apendicite, o que obrigou o Curitibano a perder um mês de treino. Ao começar a luta, Maurício "Shogun" Rua teve uma das melhores atuações de sua carreira, e mostrou logo de cara uma atitude completamente diferente da primeira luta conseguindo um Nocaute em cima de Lyoto “The Dragon” Machida aos 3:35 do primeiro round, encerrando de vez toda polêmica da primeira luta, e conquistando o cinturão da categoria meio-pesado do UFC. Maurício “Shogun” Rua se juntou a Mark Coleman que ganharam um Cinturão oficial nos dois maiores eventos de MMA da história, com o Cinturão de Grand Prix do extinto Pride, e o Cinturão do UFC.

### UFC 128: Shogun vs. Jones
A primeira defesa de cinturão de Shogun seria contra o rápido wrestler e ex-campeão Rashad Evans, que venceu o combate contra o outro postulante a disputa do cinturão e ex-campeão Quinton Jackson. Segundo White os dois lutadores representariam grandes desafios para Shogun. Após a vitória dominante de Rashad sobre Rampage no UFC 114, foi anunciado que Rashad lutaria contra Shogun, assim que o campeão se recuperasse da sua cirurgia no joelho. Após ficar completamente recuperado, Shogun assinou a luta pela sua primeira defesa de cinturão contra Rashad Evans no UFC 128, porém após uma lesão no joelho de Rashad, a estrela em ascensão do UFC Jon Jones foi quem enfrentou Shogun no UFC 128, em março de 2011.
O primeiro round foi totalmente dominado por Jon Jones. Após começar tentando joelhadas e chutes na cabeça do brasileiro, o americano conseguiu derrubar o campeão e impôs um duro castigo a Maurício Shogun, com fortes socos e cotoveladas. O brasileiro tentava encaixar a guarda e aplicar uma chave de braço, mas Jones se defendia bem. Mesmo após se levantar, Shogun foi novamente golpeado com muita força, indo para o intervalo entre os rounds em desvantagem e nitidamente abalado. O brasileiro parecia, além de tudo, cansado. O segundo round começou como acabou o primeiro. Mesmo com Shogun tentando tomar a iniciativa do combate, Jones novamente conseguiu derrubar o brasileiro, e castigou-o duramente, não dando chances para que conseguisse se recuperar. O desafiante venceu novamente com tranquilidade. No terceiro round, visivelmente debilitado pelo castigo sofrido nos anteriores, Maurício Shogun não conseguiu conter o ímpeto de Jon Jones. Aos 2m37s, após sofrer socos e joelhadas duríssimos na cabeça, o brasileiro caiu. Shogun chegou a bater três vezes no chão, o que significaria sua desistência, mas o árbitro Herb Dean já tinha feito o gesto de que o combate estava encerrado.

### UFC 134: Shogun vs. Griffin II
Após perder o cinturão para o americano Jon Jones, Shogun teve a oportunidade de lutar pela revanche contra Forrest Griffin no UFC 134, que foi realizado no Brasil. Com pouco tempo de luta Shogun consegue derrubar Griffin com uma rajada de socos e cotoveladas incrível, levando o adversário à lona.

### UFC 139: Shogun vs. Henderson
Shogun enfrentou Dan Henderson em 19 de novembro de 2011, no UFC 139, perdendo por decisão unânime. A luta foi dura, com ambos os lutadores encontrando sucesso, por vezes, durante o 5º round. Ambos conseguiram soltar-se com socos na primeira rodada. Henderson teve sucesso no 3º round, quando acertou sua dura mão direita em Shogun, fazendo-o momentaneamente ir para a tela, mas foi incapaz de ganhar a parada. Shogun fez Henderson cambalear violentamente no quarto round com um uppercut, sendo que a essa altura, ambos já estavam exaustos. Shogun aplicou a montada sobre Henderson e segurou-a a maioria do round final, aplicando vários socos em um Henderson exausto, mas foi incapaz de ganhar a parada, apesar da falta de defesa e atividade de Henderson. Muitos sites especializados marcaram empate.

### UFC on Fox 4: Shogun vs. Vera
Shogun enfrentou Brandon Vera em 4 de agosto de 2012 no UFC on Fox:. Shogun vs Vera. Em um caso de vai-e-vem, Shogun conseguiu soltar Vera várias vezes em uma dura luta, mas conseguiu derrotar Vera por TKO, com socos no 4º round.

### Shogun vs. Gustafsson
Shogun enfrentou a sensação dos meio pesados Alexander Gustafsson, pela chance de ser o desafiante n°1 em 8 de Dezembro de 2012 no UFC on Fox: Henderson vs. Diaz, no começo primeiro round Shogun sofreu um knockdown com um soco de Gustafsson, em seguida quase finalizou a luta, no começo do segundo round Shogun acertou bons golpes, mas foi dominado o resto do round e o terceiro round inteiro, assim perdendo por Decisão Unânime (30-27, 30-27 e 30-26).
Shogun era esperado para enfrentar Rogério Minotouro em uma revanche da luta que aconteceu no PRIDE Critical Countdown 2005, mas uma lesão na coluna de Minotouro fez com que o confronto fosse cancelado.

### UFC Fight Night: Shogun vs. Sonnen
Uma luta entre Shogun e Chael Sonnen foi marcada para o dia 17 de Agosto de 2013 no UFC Fight Night: Shogun vs. Sonnen.
Mauricio, após cometer um erro e expor o pescoço ao americano no fim do primeiro round, foi finalizado com uma guilhotina.

### Shogun vs. Te-Huna
Shogun enfrentou o neo-zelandês James Te-Huna no dia 6 de Dezembro de 2013 no UFC Fight Night: Hunt vs. Pezão. Shogun venceu por nocaute com um minuto do primeiro round.

### UFC Fight Night: Shogun vs. Henderson II
Shogun enfrentou o experiente estadunidense Dan Henderson em 23 de Março de 2014 no UFC Fight Night: Shogun vs. Henderson II. Em um combate muito esperado pelos fãs do esporte pelo fato de ambos terem travado uma batalha épica em 2011, tida como uma das melhores lutas do UFC da história. Após ganhar os dois primeiros rounds, Shogun perdeu por nocaute técnico no terceiro round, depois de receber um forte cruzado de direita de Henderson e depois uma sequência de socos. O cruzado de Hendo acabou fraturando o nariz do brasileiro.

### UFC Fight Night: Shogun vs. Saint Preux
Shogun era esperado para enfrentar Jimi Manuwa, no entanto, uma lesão o tirou da luta e ele foi colocado para enfrentar Ovince St. Preux no dia 8 de Novembro de 2014 no evento principal do UFC Fight Night: Shogun vs. St. Preux, ele perdeu a luta por nocaute técnico em 34 segundos de luta.

### Shogun vs. Minotouro II
Shogun fez a tão esperada revanche contra o brasileiro Antônio Rogério Nogueira em 1 de Agosto de 2015 no UFC 190, uma revanche da histórica luta ocorrida no Pride Critical Countdown 2005, que Shogun venceu por decisão unânime. O resultado foi o mesmo, com vitória para o curitibano.

### Shogun vs. Anderson
Após se lesionar e ser cortado da luta contra Rashad Evans, Shogun voltará a fazer uma luta de MMA em sua terra-natal depois de 13 anos. Shogun foi confirmado no card do UFC 198 contra o americano Corey Anderson. Shogun venceu por decisão dividida em um resultado bastante polêmico.

## Campeonatos e Prêmios

### Artes Marciais Mistas
- Pride Fighting Championships
  - Vencedor do Grand Prix dos Médios de 2005

- Ultimate Fighting Championship
  - Campeão da Categoria Meio-Pesado (uma vez)
  - Nocaute da Noite (três vezes)
  - Luta da Noite (três vezes)

- World MMA Awards
  - Nocaute do Ano (2010) vs. Lyoto Machida em 8 de Maio
  - Luta do Ano (2011) vs. Dan Henderson em 19 de Novembro

- Sherdog
  - Luta do Ano (2005) vs. Antônio Rogério Nogueira em 26 de Junho
  - Lutador do Ano (2005)

- Wrestling Observer Newsletter Awards
  - Luta do Ano (2011) vs. Dan Henderson em 19 de Novembro

### Jiu-Jitsu Brasileiro
| Classificação | Data | Evento                                                  | Peso  | Local  |
| ------------- | ---- | ------------------------------------------------------- | ----- | ------ |
| Vencedor      | 2004 | Campeonato Sul-Americano de Jiu Jitsu Brasileiro        | 80 kg | Brasil |
| 5º            | 2003 | Campeonato Mundial de Jiu Jitsu Brasileiro (faixa azul) | 80 kg | Brasil |

### Muay Thai
| Classificação | Data | Evento          | Categoria de Peso | Local            |
| ------------- | ---- | --------------- | ----------------- | ---------------- |
| Vencedor      | 2003 | STORM Muay Thai | Peso Médio        | Curitiba, Brasil |

## Cartel no MMA
| Cartel no MMA   |             |             |
| 40 lutas        | 27 vitórias | 12 derrotas |
| Por nocaute     | 21          | 5           |
| Por finalização | 1           | 4           |
| Por decisão     | 5           | 3           |
| Empates         | 1           | 1           |

| Res.    | Cartel  | Oponente             | Método                            | Evento                                   | Data       | Round | Tempo | Local                   | Notas                                                                        |
| ------- | ------- | -------------------- | --------------------------------- | ---------------------------------------- | ---------- | ----- | ----- | ----------------------- | ---------------------------------------------------------------------------- |
| Derrota | 27-12-1 | Paul Craig           | Nocaute Técnico (socos)           | UFC 255: Figueiredo vs. Perez            | 21/11/2020 | 2     | 3:36  | Las Vegas, Nevada       |                                                                              |
| Vitória | 27-11-1 | Rogério Minotouro    | Decisão (dividida)                | UFC on ESPN: Whittaker vs. Till          | 25/07/2020 | 3     | 5:00  | Abu Dhabi               |                                                                              |
| Empate  | 26-11-1 | Paul Craig           | Empate (dividido)                 | UFC Fight Night: Błachowicz vs. Jacaré   | 16/11/2019 | 3     | 5:00  | São Paulo               |                                                                              |
| Vitória | 26-11   | Tyson Pedro          | Nocaute Técnico (socos)           | UFC Fight Night: dos Santos vs. Tuivasa  | 1/12/2018  | 3     | 0:43  | Adelaide                | Performance da Noite.                                                        |
| Derrota | 25-11   | Anthony Smith        | Nocaute (socos e cotovelada)      | UFC Fight Night: Shogun vs. Smith        | 22/07/2018 | 1     | 1:29  | Hamburgo                |                                                                              |
| Vitória | 25-10   | Gian Villante        | Nocaute Técnico (socos)           | UFC Fight Night: Belfort vs. Gastelum    | 11/03/2017 | 3     | 0:59  | Fortaleza               |                                                                              |
| Vitória | 24-10   | Corey Anderson       | Decisão (dividida)                | UFC 198: Werdum vs. Miocic               | 14/05/2016 | 3     | 5:00  | Curitiba                |                                                                              |
| Vitória | 23-10   | Rogério Minotouro    | Decisão (unânime)                 | UFC 190: Rousey vs. Correia              | 1/08/2015  | 3     | 5:00  | Rio de Janeiro          | Luta da Noite.                                                               |
| Derrota | 22-10   | Ovince St. Preux     | Nocaute Técnico (socos)           | UFC Fight Night: Shogun vs. St. Preux    | 8/11/2014  | 1     | 0:34  | Uberlândia              |                                                                              |
| Derrota | 22-9    | Dan Henderson        | Nocaute (socos)                   | UFC Fight Night: Shogun vs. Henderson II | 23/03/2014 | 3     | 1:31  | Natal                   | Luta da Noite.                                                               |
| Vitória | 22-8    | James Te-Huna        | Nocaute (soco)                    | UFC Fight Night: Hunt vs. Pezão          | 7/12/2013  | 1     | 1:03  | Brisbane                | Nocaute da Noite.                                                            |
| Derrota | 21-8    | Chael Sonnen         | Finalização (guilhotina)          | UFC Fight Night: Shogun vs. Sonnen       | 17/08/2013 | 1     | 4:47  | Boston, Massachusetts   |                                                                              |
| Derrota | 21-7    | Alexander Gustafsson | Decisão (unânime)                 | UFC on Fox: Henderson vs. Diaz           | 8/12/2012  | 3     | 5:00  | Seattle, Washington     | Pela posição de desafiante n°1 da categoria Meio Pesado                      |
| Vitória | 21-6    | Brandon Vera         | Nocaute Técnico (socos)           | UFC on Fox: Shogun vs. Vera              | 4/08/2012  | 4     | 4:09  | Los Angeles, California |                                                                              |
| Derrota | 20-6    | Dan Henderson        | Decisão (unânime)                 | UFC 139: Shogun vs. Henderson            | 19/11/2011 | 5     | 5:00  | San Jose, California    | Luta da Noite e do Ano.                                                      |
| Vitória | 20-5    | Forrest Griffin      | Nocaute (socos)                   | UFC 134: Silva vs. Okami                 | 27/08/2011 | 1     | 1:53  | Rio de Janeiro          |                                                                              |
| Derrota | 19-5    | Jon Jones            | Finalização (socos e joelhada)    | UFC 128: Shogun vs. Jones                | 19/03/2011 | 3     | 2:37  | Newark, New Jersey      | Perdeu o Cinturão Meio Pesado do UFC.                                        |
| Vitória | 19-4    | Lyoto Machida        | Nocaute (socos)                   | UFC 113: Machida vs. Shogun 2            | 8/05/2010  | 1     | 3:35  | Montreal, Quebec        | Ganhou o Cinturão Meio Pesado do UFC; Nocaute da Noite.Nocaute do Ano(2010). |
| Derrota | 18-4    | Lyoto Machida        | Decisão (unânime)                 | UFC 104: Machida vs. Shogun              | 24/10/2009 | 5     | 5:00  | Los Angeles, California | Pelo Cinturão Meio Pesado do UFC.                                            |
| Vitória | 18-3    | Chuck Liddell        | Nocaute (socos)                   | UFC 97: Redemption                       | 18/04/2009 | 1     | 4:28  | Montreal, Quebec        | Nocaute da Noite.                                                            |
| Vitória | 17-3    | Mark Coleman         | Nocaute Técnico (socos)           | UFC 93: Franklin vs. Henderson           | 17/01/2009 | 3     | 4:25  | Dublin                  | Luta da Noite.                                                               |
| Derrota | 16-3    | Forrest Griffin      | Finalização (mata leão)           | UFC 76: Knockout                         | 22/09/2007 | 3     | 4:45  | Anaheim, California     | Estreia no UFC.                                                              |
| Vitória | 16-2    | Alistair Overeem     | Nocaute (socos)                   | Pride 33                                 | 24/02/2007 | 1     | 3:37  | Las Vegas, Nevada       |                                                                              |
| Vitória | 15-2    | Kazuhiro Nakamura    | Decisão (unânime)                 | Pride Shockwave 2006                     | 31/12/2006 | 3     | 5:00  | Saitama                 |                                                                              |
| Vitória | 14-2    | Kevin Randleman      | Finalização (chave de joelho)     | Pride 32                                 | 21/10/2006 | 1     | 2:35  | Las Vegas, Nevada       |                                                                              |
| Vitória | 13-2    | Cyrille Diabaté      | Nocaute Técnico (tiros de meta)   | Pride Final Conflict Absolute            | 10/09/2006 | 1     | 5:29  | Saitama                 |                                                                              |
| Derrota | 12-2    | Mark Coleman         | Nocaute Técnico (braço lesionado) | Pride 31                                 | 26/02/2006 | 1     | 0:49  | Saitama                 |                                                                              |
| Vitória | 12-1    | Ricardo Arona        | Nocaute (socos)                   | Pride Final Conflict 2005                | 28/08/2005 | 1     | 2:54  | Saitama                 | Venceu o GP dos Médios do PRIDE.                                             |
| Vitória | 11-1    | Alistair Overeem     | Nocaute Técnico (socos)           | Pride Final Conflict 2005                | 28/08/2005 | 1     | 6:42  | Saitama                 | Semifinal do GP dos Médios do PRIDE.                                         |
| Vitória | 10-1    | Rogério Minotouro    | Decisão (unânime)                 | Pride Critical Countdown 2005            | 26/06/2005 | 3     | 5:00  | Saitama                 | Quartas de Final do GP dos Médios do PRIDE; Luta do Ano.                     |
| Vitória | 9-1     | Quinton Jackson      | Nocaute Técnico (tiros de meta)   | Pride Total Elimination 2005             | 23/04/2005 | 1     | 4:47  | Osaka                   | Primeira Fase do GP dos Médios do PRIDE.                                     |
| Vitória | 8-1     | Hiromitsu Kanehara   | Nocaute Técnico (tiro de meta)    | Pride 29                                 | 20/02/2005 | 1     | 1:40  | Saitama                 |                                                                              |
| Vitória | 7-1     | Yasuhito Namekawa    | Nocaute (tiro de meta e socos)    | Pride Bushido 5                          | 14/10/2004 | 1     | 6:02  | Osaka                   |                                                                              |
| Vitória | 6-1     | Akihiro Gono         | Nocaute (tiro de meta)            | Pride Bushido 2                          | 15/02/2004 | 1     | 9:04  | Yokohama                |                                                                              |
| Vitória | 5-1     | Akira Shoji          | Nocaute Técnico (socos)           | Pride Bushido 1                          | 5/10/2003  | 1     | 3:47  | Saitama                 | Estreia no Pride.                                                            |
| Derrota | 4-1     | Renato Sobral        | Finalização (guilhotina)          | IFC - Global Domination Tournament       | 6/09/2003  | 3     | 3:07  | Denver, Colorado        | Segunda de três lutas do torneio do Fight One Night.                         |
| Vitória | 4-0     | Erik Wanderley       | Nocaute (socos)                   | IFC - Global Domination Tournament       | 6/09/2003  | 2     | 2:54  | Denver, Colorado        | Primeira de três lutas do torneio do Fight One Night.                        |
| Vitória | 3-0     | Evangelista Santos   | Nocaute Técnico (socos)           | Meca World Vale Tudo 9                   | 1/08/2003  | 1     | 8:12  | Rio de Janeiro          |                                                                              |
| Vitória | 2-0     | Ângelo Antônio       | Nocaute (tiros de meta)           | Meca World Vale Tudo 8                   | 16/05/2003 | 1     | 0:55  | Curitiba                |                                                                              |
| Vitória | 1-0     | Rafael Capoeira      | Nocaute (chute na cabeça)         | Meca World Vale Tudo 7                   | 8/11/2002  | 1     | 4:00  | Curitiba                |                                                                              |